# Blondynka (film)
Blondynka (ang. Blonde) – amerykański dramat biograficzny z 2022 roku w reżyserii Andrew Dominika. Ekranizacja książki Joyce Carol Oates pod tym samym tytułem, opowiadająca o życiu Marilyn Monroe. Zdjęcia kręcone były w Los Angeles.

## Fabuła
Blondynka przedstawia fabularyzowaną historię aktorki Marilyn Monroe. Obraz ukazuje jej drogę do sławy, której towarzyszy narastający konflikt między jej publicznym wizerunkiem a prywatnym życiem.

## Obsada
- Ana de Armas jako Norma Jeane
- Adrien Brody jako dramaturg
- Lily Fisher jako młoda Norma Jeane
- Julianne Nicholson jako Gladys
- Xavier Samuel jako Cass Chaplin
- Evan Williams jako Eddy Robinson Jr.
- Bobby Cannavale jako były sportowiec

## Odbiór filmu
Blondynka spotkała się z negatywnym odbiorem zarówno widzów jak i krytyków. Manohla Dargis w swojej recenzji dla The New York Times nazwała produkcję "nekrofilską rozrywką". Z kolei Justin Chang, krytyk filmowy Los Angeles Times stwierdził, że "film tak naprawdę nie opowiada o Marilyn Monroe. Chodzi o to, żeby cierpiała." Odbiorcy docenili za to rolę Any de Armas, która za udział w Blondynce otrzymała nominację do Oscara i Złotego Globu. "Ana de Armas jest po prostu niezwykła w roli Normy Jeane Baker" - ocenia Mark Kermode w recenzji dla The Guardian.